# Гласхюте (Саксония)
Гласхюте (на немски: Glashütte) е град в Германия, разположен в окръг Саксонска Швейцария - Източен Ерцгебирге в провинция Саксония. Към 31 декември 2011 година населението на града е 7071 души.

## История
Името Гласхюте свидетелства за това, че при сливането на реките Присниц и Мюглиц е имало малко селце със стъклозаводи, което е било унищожено в хода на хусистките войни през 1429 и не е възстановено. Не е намерена и следа от селото. Първото документално споменаване на това място датира от средата на XV век под името „Сребърен пик“, а по-рано и с името „Тъмната гора“.Гостите на града ще видят на входа на кметството изсечена от камък глава на мечка, която напомня за суровия характер на тези времена.
Градът Glashütte е известен със своите сребърни находища, но до края на XIX век мините са разработени и района е обеднен. По това време опитният часовникар Фердинанд Адолф Ланге основал първото училище за часовници и първата в района фабрика за часовници. Новата училищна сграда е построена през 1881 година и по-късно разширена. През 1950 година училището има статут на техникум. Малко по-късно тя се трансформира в „колеж за точната механика на Гласхюте“, а през 1957 – в „инженерно училище за прецизна техника“. След обширна реконструкция на сградата през 2008 година е открит немският музей на часовника Гласхюте.
В града започнали да идват майстори на часовници, както и специалисти в производството на корпуси, стрелки и други елементи на външния дизайн. С началото на Първата световна война развитието на часовниковата индустрия приключва. Много компании за часовници са принудени да затворят и да освободят своите служители. Никой не може да предвиди по-нататъшното развитие на търсенето. Независимо от това и с края на войната компаниите започват да отварят наново и се появяват много нови.
Освен часовниковата индустрия процъфтяват и други индустрии и прецизна техника. Мнозина не знаят, че първата германска машина за масово производство е създадена в Гласхюте в компанията на Артър Бурхард. В града има заводи за компютри „Саксония“ и „Архимед“. В този смисъл в Гласхюте не се произвежда само часовници, но терминът „град на часовника“ трябва да бъде допълнено „Гласхюте – град на часовника и фината механика“
С избухването на Втората световна война, развитието на часовниците в Гласхюте спира. Часовникарските фирми са задължени да произвеждат стоки, необходими за войната. В самия край на войната, 8 май 1945 Гласхюте е бил бомбардиран с въздушни нападения. Към края на войната много от фабриките са били иззети и демонтирани от съветските войски.
Разбира се, производството на часовници определя световната репутация на Гласхюте, което се отразява и в герба на града.В герба на града централен елемент е часовникът. В по-ново време няколко известни производители продължават традицията на сложното занаятчийство – часовникарството. Това донася славата на Гласхюте като място за производство на изящни часовници.

## Съвременност
Градът е известен като родното място на германското часовникарско изкуство и затова всички производители на часовници добавят в надписа „I/SA“, за да се докаже, че е произведен в провинция Саксония. През 2008 г. община Reinhardtsgrimma e обединена с град Гласхюте.
Марките часовници, които се произвеждат в града са няколко:
- A.Lange&Söhne
- Bruno Söhnle Uhrenatelier Glashütte
- C.H. Wolf GmbH Архив на оригинала от 2017-12-16 в Wayback Machine.
- Glashütte Original
- Kronsegler Glashütte
- Moritz Grossmann
- Nautische Instrumente Mülle Glashütte
- NOMOS Glashütte
- SUG Glashütte
- Tutima Glashütte
- Union Glashütte
- Wempe Glashütte Архив на оригинала от 2017-12-02 в Wayback Machine.